# Geozentrum Hannover

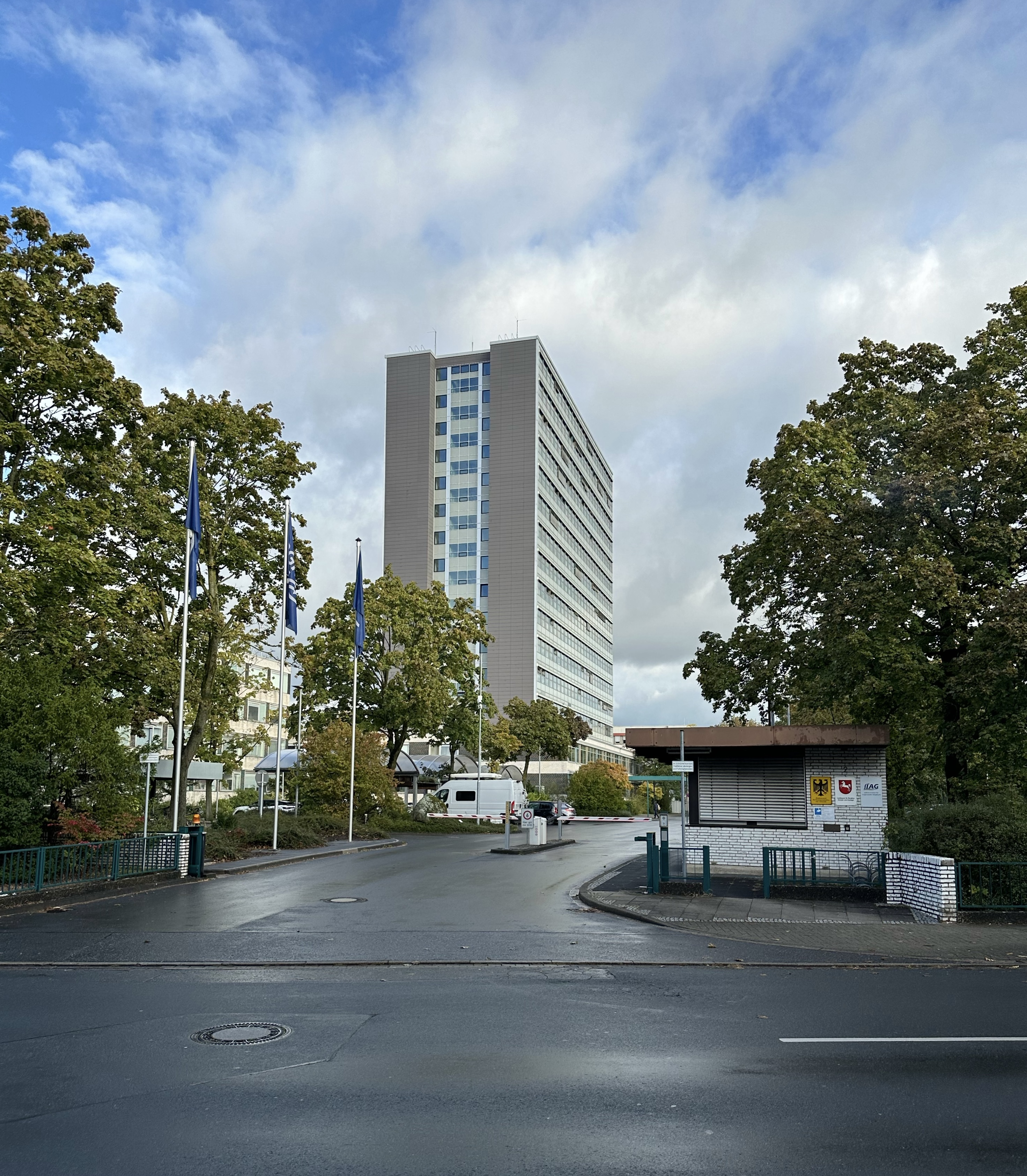
Haupteingang des Geozentrums

Das Geozentrum Hannover (GZH) ist der gemeinsame Sitz dreier geowissenschaftlicher Einrichtungen im Stadtteil Groß-Buchholz in Hannover, bestehend aus der Bundesanstalt für Geowissenschaften und Rohstoffe (BGR), dem Landesamt für Bergbau, Energie und Geologie (LBEG) und dem Leibniz-Institut für Angewandte Geophysik (LIAG). Die Einrichtungen beschäftigen insgesamt rund 1000 Mitarbeiter und teilen sich große Teile der Infrastruktur, besitzen gemeinsame Archive, Bibliotheken und Sammlungen und organisieren Veranstaltungen übergreifend.